# Джузеппе Брусколотті
Джузеппе Брусколотті (італ. Giuseppe Bruscolotti, нар. 1 червня 1951, Сассано) — італійський футболіст, що грав на позиції правого захисника.
Майже всю кар'єру відіграв за «Наполі», у складі якого — чемпіон Італії, дворазовий володар Кубка Італії. Довгий час утримував рекорд за кількістю матчів, проведених у формі неаполітанської команди. Був відомий за прізвиськом Залізний стовб (італ. Pal'e fierro) через фізичну силу і непоступливість у боротьбі.

## Ігрова кар'єра
Народився 1 червня 1951 року в місті Сассано. Вихованець футбольної школи клубу «Поллезе».
У дорослому футболі дебютував 1970 року виступами за команду «Сорренто», де швидко отримав місце в основному складі і у першому ж сезоні допоміг третьоліговій команді пробитися до Серії B. Наступного сезону був вже ключовим гравцем захисту команди.
«Сорренто» в сезоні 1971/72 не зумів закріпитися у другому дивізіоні італійського чемпіонату і знову понизився в класі, проте молодого захисника помітили представники клубів Серії A, і влітку 1972 року він уклав контракт з «Наполі».
У неаполітанському клубі відразу став основною опцією тренерського штабу на правому фланзі захисту, відігравши за «Наполі» наступні шістнадцять сезонів. На момент завершення ігрової кар'єри у 1988 році мав в активі 511 матчів за неаполітанську команду в усіх турнірах, що протягом 30 років було клубним рекордом, доки у 2018 його не перевершив словацький півзахисник Марек Гамшик.
Протягом 1978—1984 років був капітаном «Наполі», передавши згодом капітанську пов'язку зірковому нападнику Дієго Марадоні.
Найбільшого турнірного успіху досяг у своєму останньому у кар'єрі повноцінному сезоні 1986/87, в якому допоміг «Наполі» здобути перший в історії титул чемпіонів Італії. Того ж року здобув й Кубок країни, який став для нього другим у кар'єрі, попереднього разу «Наполі» здобував цій трофей у розіграші 1975/76.

## Статистика виступів

### Статистика клубних виступів
| Сезон                | Команда              | Чемпіонат            | Чемпіонат | Чемпіонат | Національний кубок | Національний кубок | Національний кубок | Континентальні кубки | Континентальні кубки | Континентальні кубки | Інші змагання | Інші змагання | Інші змагання | Усього | Усього |
| Сезон                | Команда              | Ліга                 | Ігор      | Голів     | Ліга               | Ігор               | Голів              | Ліга                 | Ігор                 | Голів                | Ліга          | Ігор          | Голів         | Ігор   | Голів  |
| -------------------- | -------------------- | -------------------- | --------- | --------- | ------------------ | ------------------ | ------------------ | -------------------- | -------------------- | -------------------- | ------------- | ------------- | ------------- | ------ | ------ |
| 1970–71              | «Сорренто»           | C                    | 24        | 1         | -                  | -                  | -                  | -                    | -                    | -                    | -             | -             | -             | 24     | 1      |
| 1971–72              | «Сорренто»           | B                    | 36        | 0         | КІ                 | ?                  | ?                  | -                    | -                    | -                    | -             | -             | -             | 36+    | 0      |
| Усього за «Сорренто» | Усього за «Сорренто» | Усього за «Сорренто» | 60        | 1         |                    | ?                  | ?                  |                      | -                    | -                    |               | -             | -             | 60+    | 1+     |
| 1972–73              | «Наполі»             | A                    | 28        | 0         | КІ                 | 10                 | 0                  | -                    | -                    | -                    | -             | -             | -             | 38     | 0      |
| 1973–74              | «Наполі»             | A                    | 27        | 1         | КІ                 | 3                  | 0                  | -                    | -                    | -                    | -             | -             | -             | 30     | 1      |
| 1974–75              | «Наполі»             | A                    | 27        | 2         | КІ                 | 4                  | 0                  | КУЄФА                | 4                    | 0                    | -             | -             | -             | 35     | 2      |
| 1975–76              | «Наполі»             | A                    | 20        | 0         | КІ                 | 8                  | 0                  | КУЄФА                | 2                    | 0                    | -             | -             | -             | 30     | 0      |
| 1976–77              | «Наполі»             | A                    | 28        | 0         | КІ                 | 4                  | 0                  | КВК                  | 7                    | 1                    | КАІЛ          | 2             | 1             | 41     | 2      |
| 1977–78              | «Наполі»             | A                    | 29        | 1         | КІ                 | 11                 | 0                  |                      | -                    | -                    | -             | -             | -             | 40     | 1      |
| 1978–79              | «Наполі»             | A                    | 24        | 1         | КІ                 | 5                  | 0                  | КУЄФА                | 2                    | 0                    | -             | -             | -             | 31     | 1      |
| 1979–80              | «Наполі»             | A                    | 22        | 0         | КІ                 | 3                  | 0                  | КУЄФА                | 2                    | 0                    | -             | -             | -             | 27     | 0      |
| 1980–81              | «Наполі»             | A                    | 30        | 0         | КІ                 | 4                  | 0                  | -                    | -                    | -                    | -             | -             | -             | 34     | 0      |
| 1981–82              | «Наполі»             | A                    | 26        | 2         | КІ                 | 6                  | 0                  | КУЄФА                | 2                    | 0                    | -             | -             | -             | 34     | 2      |
| 1982–83              | «Наполі»             | A                    | 17        | 0         | КІ                 | 8                  | 0                  | КУЄФА                | 4                    | 0                    | -             | -             | -             | 29     | 0      |
| 1983–84              | «Наполі»             | A                    | 25        | 2         | КІ                 | 5                  | 0                  | -                    | -                    | -                    | -             | -             | -             | 30     | 2      |
| 1984–85              | «Наполі»             | A                    | 27        | 0         | КІ                 | 7                  | 0                  | -                    | -                    | -                    | -             | -             | -             | 34     | 0      |
| 1985–86              | «Наполі»             | A                    | 25        | 0         | КІ                 | 4                  | 0                  | -                    | -                    | -                    | -             | -             | -             | 29     | 0      |
| 1986–87              | «Наполі»             | A                    | 25        | 0         | КІ                 | 12                 | 0                  | КУЄФА                | 2                    | 0                    | -             | -             | -             | 39     | 0      |
| 1987–88              | «Наполі»             | A                    | 7         | 0         | КІ                 | 2                  | 0                  | КЧ                   | 1                    | 0                    | -             | -             | -             | 10     | 0      |
| Усього за «Наполі»   | Усього за «Наполі»   | Усього за «Наполі»   | 387       | 9         |                    | 96                 | 0                  |                      | 26                   | 1                    |               | 2             | 1             | 511    | 11     |
| Усього за кар'єру    | Усього за кар'єру    | Усього за кар'єру    | 447       | 10        |                    | 96+                | 0                  |                      | 26                   | 1                    |               | 2             | 1             | 571+   | 11     |

## Подальше життя
Ще виступаючи на футбольному полі, у 1985, разом з партнером по «Наполі» Дієго Марадоною відкрив у передмісті Неаполя Сан-Себастіано-аль-Везувіо «Футбольну школу Марадони-Брусколотті». Також займався ресторанним бізнесом і володів торгівельним центром. Регулярно залучався як експерт до футбольних телевізійних програм. 

## Титули і досягнення
- Чемпіон Італії (1):

«Наполі»: 1986-1987
- Володар Кубка Італії (2):

«Наполі»: 1975-1976, 1986-1987